# Торцевий ключ

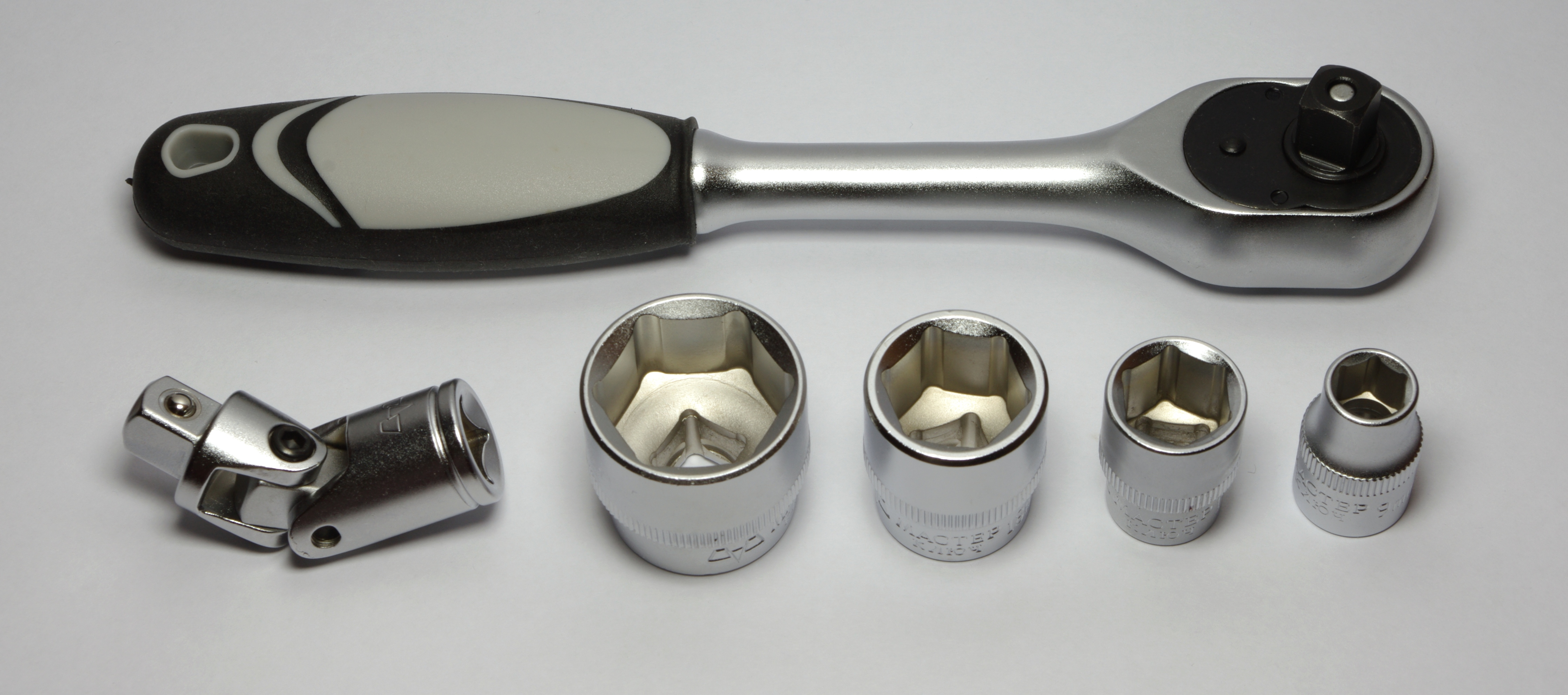
Торцевий ключ з храповим механізмом, перехідником-шарніром і набором насадок

Торцевий ключ, також люльковий ключ, гніздовий ключ (англ. socket wrench) — різновид гайкового ключа у вигляді прямого чи загнутого стрижня з гранованим заглибленням (гніздом) на торці. Залежно від призначення розрізняють кілька типів торцевих ключів: балонний (з поперечною рукояткою-воротком), ключ для гідрантів, свічковий, для настроювання музичних інструментів. Часто торцеві ключі споряджаються храповим механізмом. Універсальні торцеві ключі мають рукоятку з виступом квадратного перерізу, на який надівають змінні торцеві головки.

## Історія

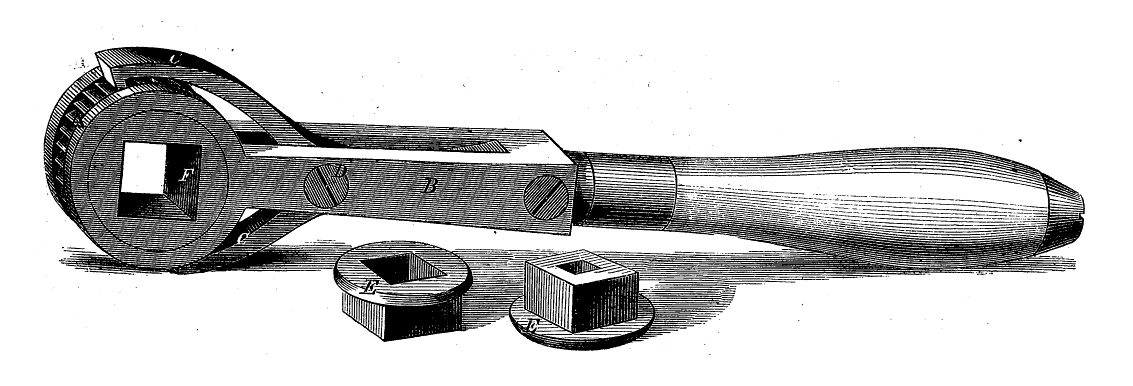
Перший торцевий ключ з храповим механізмом конструкції Дж. Дж. Річардсона, 1863 рік.

Торцеві ключі мають багатовікову історію. Їхні ранні зразки використовувалися з Середньовіччя для закручування пружин годинників. Форма головок і гнізд була, як правило, квадратною, шестигранні головки узвичаїлися тільки у XX столітті. Торцевий ключ з храповиком і змінними головками був винайдений американцем Дж. Дж. Річардсоном (J.J. Richardson) з Вудстока, штат Вермонт. Інструмент отримав патент за номером 38 914 у патентному бюро часопису Scientific American 16 червня 1863 року, а його перше зображення опубліковано на стор. 248 у номері від 16 квітня 1864 р..

## Класифікація

### З незмінною головкою
| Зображення | Назва                                            | Опис |
| ---------- | ------------------------------------------------ | --- |
|            | Звичайний торцевий ключ                          | Ключ у вигляді загнутого на одному кінці товстого сталевого стрижня; на обох кінцях зроблені грановані гнізда.                                                                                          |
|            | Балонний ключ                                    | Торцевий ключ без храпового механізму, з постійно закріпленим Г-подібним чи Х-подібним воротком. Призначений для робіт з гайками на автомобільних колесах.                                              |
|            | Гайкова викрутка                                 | Торцевий ключ з рукояткою викруткового типу, призначений для робіт з невеликими гайками. |
|            | Комбінований ключ із шарнірною торцевою головкою | Комбінований ключ з ріжковим зівом на одному кінці і шарнірною торцевою головкою на другому. |
|            | Ключ з Т-подібною рукояткою                      | Ключ з Т-подібною рукояткою-воротком, яка посилює крутний момент, працюючи як важіль. Довгий варіант такого ключа використовується для відкриття гідрантів.                                             |
|            | Настроювальний ключ                              | Використовується для настроювання деяких струнних музичних інструментів (зокрема, фортепіано) підтяганням вірбелів.                                                                                     |
|            | Свічковий ключ                                   | Торцевий ключ для монтажу і демонтажу свічок запалювання. Має вигляд трубки з шестигранними гніздами на обох кінцях. Для обертання використовується вороток, що вставляється в отвір посередині трубки. |

### Зі змінними головками (універсальні)

#### З храповим механізмом (тріскачка)
| Зображення | Назва                                                | Опис |
| ---------- | ---------------------------------------------------- | --- |
|            | Торцевий ключ з храповиком                           | Найбільш поширений тип торцевого ключа. Храповий механізм уможливлює закрутити чи відкрутити гайку зворотно-поступальним рухом, без перенакидання ключа після кожного повороту. Перемикання між режимами закручування і відкручування здійснюється важільцем на головці храпового механізму. |
|            | Торцевий динамометричний ключ з клацаючим обмежником | У цих ключах храповий механізм видає характерне клацання, коли досягнута встановлена границя докладаного зусилля. Деякі ключі споряджаються цифровими індикаторами. Інші типи мають запобіжник проти надмірного зусилля, і по досягненні встановленої межі храповик починає «прослизати».    |
|            | Торцевий ключ з храповиком і шарнірною головкою      | Цей ключ має головку, що може вигинатися в одній площині завдяки шарніру. |
|            | Торцевий ключ з храповиком і вертлюжною головкою     | Цей ключ має головку, закріплену у вилкоподібному кінці рукоятки на двох цапфах і теж може міняти площину обертання. |
|            | Долонний торцевий ключ                               | Цей ключ має замість рукоятки-важеля круглу рифлену рукоятку, яка поміщується в долоні. На рукоятці закріплений храповий механізм з виступом для змінних головок. Випускаються в різних розмірах.                                                                                            |
|            | Торцевий ключ з ротатором                            | Торцевий ключ з механізмом, що уможливлює обертати головку обертанням рукоятки навколо власної осі. Для роботи храповика вимагає кутової амплітуди коливань рукоятки в менш ніж один градус, тому зручний в дуже вузьких просторах.                                                          |
|            | Торцевий ключ з безтрибовим храповим механізмом      | Торцевий ключ з храповим механізмом, у якого замість шестерень (трибів) використовуються вальниці. Такий механізм не вимагає для роботи ніякої амплітуди коливань і працює без клацання. |

#### Без храпового механізму
| Зображення | Назва                                                  | Опис |
| ---------- | ------------------------------------------------------ | --- |
|            | Торцевий ключ-ломик                                    | Ключ, що нагадує звичайний ломик з перпендикулярно прикріпленою головкою з ведучим квадратом, спорядженим кульковою заскочкою. Рукоятка-ломик такого ключа дещо довша і відрізняється більшою міцністю, ніж рукоятка звичайного торцевого ключа з храповиком. Головка може бути шарнірною. Завдяки довгому плечу важеля, а також відсутності ризику поломки храпового механізму цей ключ можна застосовувати для доволі грубих робіт. |
|            | Динамометричний ключ стрижневого типу                  | Торцевий ключ, як правило, без храповика, зі змінними насадками. Докладене зусилля визначається за ступенем вигину стрижня. |
|            | Торцевий ключ з корбовою ручкою                        | Торцевий ключ з рукояткою, вигнутою у вигляді корби, за принципом дії аналогічний звичайному коловороту зі змінними торцевими насадками замість свердел. |
|            | Універсальна гайкова викрутка                          | Гайкова викрутка з роз'ємом «тато» і торцевими насадками до нього. |
|            | Адаптер для неспіввісного з'єднання головок з приводом | Адаптер, що передає обертальний момент робочій частині, дещо зміщеній стосовно рукоятки, до якої можуть кріпитися храповик чи інший торцевий ключ. |